# Tour de Corse 1976
Il Tour de Corse 1976, valevole come Rally di Francia 1976, è stata la 9ª tappa del campionato del mondo rally 1976. Il rally è stato disputato dal 6 al 7 novembre in Corsica.
Il campionato valevole solo per la classifica dei costruttori ha visto trionfare la scuderia italiana Lancia, seguita Alpine-Renault e dalla Porsche.

## Dati della prova
| Rally di Francia 1976               | Rally di Francia 1976                      |
| ----------------------------------- | ------------------------------------------ |
| Denominazione ufficiale             | Tour de Corse                              |
| Tappa N°                            | 9                                          |
| Edizione N°                         | 20                                         |
| Data manifestazione                 | da sabato 06/11/1976 a domenica 07/11/1976 |
| Paese ospitante                     | Corsica                                    |
| Superficie                          | Asfalto                                    |
| Piloti iscritti                     | 88                                         |
| Partiti                             | 88                                         |
| Arrivati                            | 11 (12,5 % )                               |
| Prove                               | 9                                          |
| La più breve                        | 16,50 km (PS3 Aqua Doria - Stiliccione)    |
| La più lunga                        | 166,40 km (PS4 Porto - Vecchio - Prunelli) |
| Velocità media minore               | 69,35 km/h (PS8 Morosaglia - Alistro)      |
| Velocità media maggiore             | 80,49 km/h (PS3 Aqua Doria - Stiliccione)  |
| Lunghezza complessiva tappe         | 630,00 km (47,8% della distanza totale)    |
| Lunghezza complessiva trasferimento | 689,00 km                                  |
| Distanza totale                     | 1,319.00 km                                |

## Classifiche

### Sistema di punteggio
| Sistema di punteggio | Sistema di punteggio | Sistema di punteggio | Sistema di punteggio | Sistema di punteggio | Sistema di punteggio | Sistema di punteggio | Sistema di punteggio | Sistema di punteggio | Sistema di punteggio | Sistema di punteggio |
| Posizione            | 1°                   | 2°                   | 3°                   | 4°                   | 5°                   | 6°                   | 7°                   | 8°                   | 9°                   | 10°                  |
| -------------------- | -------------------- | -------------------- | -------------------- | -------------------- | -------------------- | -------------------- | -------------------- | -------------------- | -------------------- | -------------------- |
| Punteggio            | 20                   | 15                   | 12                   | 10                   | 8                    | 6                    | 4                    | 3                    | 2                    | 1                    |

### Classifica costruttori
| 1° | Lancia         | 20 | 1°  |
| 2° | Alpine-Renault | 12 | 3°  |
| 3° | Porsche        | 8  | 5°  |
| 4° | Opel           | 3  | 8°  |
| 5° | Peugeot        | 1  | 10° |

### Classifica piloti
| Classifica Generale | Classifica Generale    | Classifica Generale   | Classifica Generale      | Classifica Generale | Classifica Generale | Classifica Generale |
| Pos                 | Pilota                 | Co-pilota             | Auto                     | Tempo               | Distacco            | Punti               |
| ------------------- | ---------------------- | --------------------- | ------------------------ | ------------------- | ------------------- | ------------------- |
| 1°                  | Sandro Munari          | Silvio Maiga          | Lancia Stratos HF        | 8: 23: 55.0         | 0.0                 | 20                  |
| 2°                  | Bernard Darniche       | Alain Mahé            | Lancia Stratos HF        | 8: 24: 12.0         | + 17.0              | 15                  |
| 3°                  | Jean-Pierre Manzagol   | Jean-François Filippi | Alpine-Renault A310 V6   | 8: 49: 14.0         | + 25: 19.0          | 12                  |
| 4°                  | Jean Ragnotti          | Jacques Jaubert       | Alpine-Renault A310 V6   | 8: 59: 50.0         | + 35: 55.0          | 10                  |
| 5°                  | Jacques Alméras        | Christian Delferrier  | Porsche 911              | 9: 19: 10.0         | + 55: 15.0          | 8                   |
| 6°                  | Pierre-Louis Moreau    | Patrice Baron         | Alpine-Renault A110 1800 | 9: 41: 33.0         | +1: 17: 38.0        | 6                   |
| 7°                  | Daniel Rognoni         | Gilbert Dini          | Porsche 911              | 9: 48: 48.0         | +1: 24: 53.0        | 4                   |
| 8°                  | Jean-Charles Sévelinge | Joseph Sévelinge      | Opel Kadett GT/E         | 9: 56: 28.0         | +1: 32: 33.0        | 3                   |
| 9°                  | Henri Greder           | Celigny               | Opel Kadett GT/E         | 10: 06: 28.0        | +1: 42: 33.0        | 2                   |
| 10°                 | Hannu Mikkola          | Jean Todt             | Peugeot 104 ZS           | 10: 13: 51.0        | +1: 49: 56.0        | 1                   |

### Prove speciali
| Giorno                  | Prova | Ora   | Nome                                 | Lunghezza | Vincitore        | Tempo       | V. media   | Leader del rally |
| ----------------------- | ----- | ----- | ------------------------------------ | --------- | ---------------- | ----------- | ---------- | ---------------- |
| Frazione 1 (6 novembre) | PS1   | 13:41 | Casta - Pietra Moneta                | 17,00 km  | Bernard Darniche | 12: 24.0    | 80.1 km/h  | Bernard Darniche |
| Frazione 1 (6 novembre) | PS2   | 14:42 | Calvi - Liamone                      | 145,20 km | Sandro Munari    | 1: 49: 33.0 | 79.53 km/h | Sandro Munari    |
| Frazione 1 (6 novembre) | PS3   | 18:23 | Aqua Doria - Stiliccione             | 16,50 km  | Sandro Munari    | 12: 18.0    | 80.49 km/h | Sandro Munari    |
| Frazione 1 (6 novembre) | PS4   | 20:26 | Porto - Vecchio - Prunelli           | 166,40 km | Bernard Darniche | 2: 11: 19.0 | 76.03 km/h | Sandro Munari    |
| Frazione 1 (6 novembre) | PS5   | 23:49 | Kamiesch - Bavella - Zonza           | 28,60 km  | Sandro Munari    | 23: 36.0    | 72.71 km/h | Sandro Munari    |
|                         |       |       |                                      |           |                  |             |            | Sandro Munari    |
| Frazione 2 (7 novembre) | PS6   | 06:33 | Tavera - Bastelica                   | 17,10 km  | Sandro Munari    | 14: 30.0    | 70.76 km/h | Sandro Munari    |
| Frazione 2 (7 novembre) | PS7   | 08:15 | Palneca - Francardo                  | 137,90 km | Bernard Darniche | 1: 49: 40.0 | 75.45 km/h | Sandro Munari    |
| Frazione 2 (7 novembre) | PS8   | 11:26 | Morosaglia - Alistro                 | 76,40 km  | Bernard Darniche | 1: 06: 06.0 | 69.35 km/h | Sandro Munari    |
| Frazione 2 (7 novembre) | PS9   | 13:00 | Talasani - La Castanaccia - La Porta | 24,90 km  | Sandro Munari    | 19: 53.0    | 75.14 km/h | Sandro Munari    |